# ハリウッド・メルローズ・ホテル
ハリウッド・メルローズ・ホテル (Hollywood Melrose Hotel) は、かつてはメルローズ・アームズ (Melrose Arms)、その後はモンテ・クリスト・アイランド・アパートメンツ (Monte Cristo Island Apartments) という名でも知られていた、アメリカ合衆国カリフォルニア州ハリウッドのメルローズ通り (Melrose Avenue) に面した歴史的建築物。S・チャールズ・リー (S. Charles Lee) の設計により、1927年に建設された。この建物は、ホテルとしても、アパートとしても使用されたことがあり、1階には事業所用の空間もある。1992年に、この建物は、建築的価値に基づいてアメリカ合衆国国家歴史登録財に登録された。2010年4月、改修を経て、新たにハリウッド・ヒストリック・ホテル (Hollywood Historic Hotel) 名義によるホテルとしての営業が再開された。現在の所有者は、エドモン・シモニアン (Edmon Simonian) の一家であり、1階部分で家具の展示場を営んでいる。18か月に及んだ内装、外装の改修によって、ホテルのファサード、共有スペース、階段、62部屋の客室は、かつての1920年代の華やかな様子が復元されている。バスタブはオリジナルのものが使用されている。
近傍には複数の映画スタジオがあり、パラマウント映画のスタジオも、メルローズ通り沿いにひとブロックの位置にある。